# Reto Ziegler
Reto Pirmin Ziegler (Genf, 1986. január 16. –) svájci válogatott labdarúgó, a Sion hátvédje.

## Pályafutása
Ziegler már 16 évesen bemutatkozott a svájci Grasshopper Club Zürich felnőtt csapatában. 2004-től az angol Tottenham Hotspur FC játékosa lett. A londoni klubtól kölcsönjátékosként pályára lépett a német Hamburger SV-nél, az angol Wigan Athletic FC-nél valamint az olasz UC Sampdoria-nál. A német csapatban játszott három UEFA-kupa mérkőzésen is.
Az olasz UC Sampdoria-ban kölcsönben 2007. február 18-án debütált. Meggyőző teljesítményének köszönhetően, a következő szezonban az olasz klub játékosa lett.
Az UC Sampdoria 2011-ben kiesett az olasz élvonalból Zieglernek pedig lejárt a szerződése és ingyen érkezett a Juventushoz.

## A válogatottban
A felnőtt válogatottban 2005. március 26-án mutatkozott be a francia válogatott elleni világbajnoki selejtezőn. Első válogatottbeli gólját 2008.november 19-én szerezte a finn válogatott elleni barátságos mérkőzésen.
Tagja volt a 2010-es labdarúgó-világbajnokságra kijutó svájci válogatottnak.
| #  | Dátum              | Helyszín   | Ellenfél   | Gólarány | Eredmény | Rendezvény |
| -- | ------------------ | ---------- | ---------- | -------- | -------- | ---------- |
| 1. | 2008. november 19. | St. Gallen | Finnország | 1–0      | Győzelem | Barátságos |